# Ferdinand Rossner

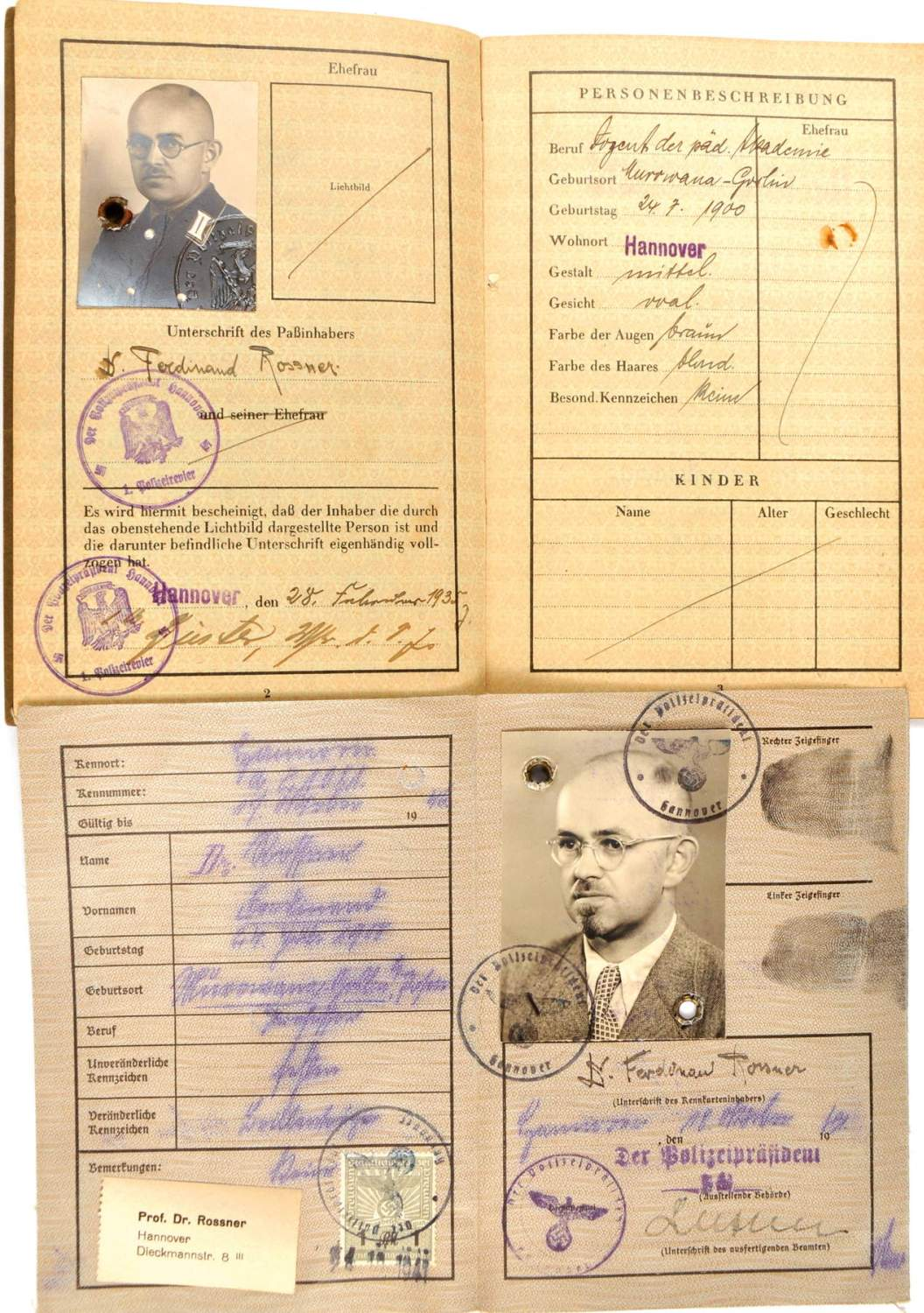
In Hannover 1935 ausgestellter Reisepass und 1941 ausgestellte Kennkarte durch den Präsidenten der Polizeidirektion Hannover, Viktor Lutze, für „Prof. Dr. Rossner“ mit Wohnsitz in der Dieckmannstraße 8

Ferdinand Rossner (als Autorenname auch Ferdinand Roßner; * 24. Juli 1900 in Murowana Goslien in der Provinz Posen; † 15. Dezember 1987 in Hannover) war ein deutscher Biologe und Hochschullehrer. Der nationalsozialistische Rassenkundler unterrichtete vor allem in den 1950er Jahren als Lehrer in Hildesheim am dortigen Gymnasium Andreanum.

## Leben
Geboren im Jahr 1900 zur Zeit des Deutschen Kaiserreichs nahe der damaligen preußischen Provinzstadt Posen, studierte Ferdinand Rossner an der Universität Greifswald, an der er zur Zeit der Weimarer Republik im Jahr 1922 seine philosophische Dissertation ablegte unter dem Titel Untersuchungen über die Beziehungen zwischen Bestäubung und Blütendauer.
Zur Zeit des Nationalsozialismus erhielt Rossner im Jahr 1934 in Hannover eine Stelle als Dozent für Biologie der Hochschule für Lehrerinnenbildung Hannover (HfL).
1938 wurde Rossner an der HfL Hannover zum Professor für Methodik des biologischen und rassekundlichen Unterrichts ernannt. Rossner gehörte zum Herausgebergremium der Zeitschrift Der Biologe, als Zentralorgan des Reichsbundes erschienen im völkischen J.F. Lehmanns Verlag.
Während des Zweiten Weltkrieges leitete Ferdinand Rossner, der laut seiner am 18. Oktober 1941 durch den Präsidenten der Polizeidirektion Hannover, Viktor Lutze, unterzeichneten Kennkarte seinerzeit in der Dieckmannstraße 8 III im hannoverschen Stadtteil Südstadt wohnte, ab 1943 die zuvor von dem Juristen Walter Kopp vorangetriebene und vom Gauleiter Hartmann Lauterbacher zur Förderung der „rassischen Reinheit der Bevölkerung des niedersächsischen Lebensraumes“ vorgesehene Anstalt für Germanische Volks- und Rassenkunde der Gauhauptstadt Hannover, die ab Dezember 1942 in der Villa Effertz im hannoverschen Stadtteil Kleefeld eingerichtet worden war.
Nach 1945 war Rossner zunächst Kriegsgefangener in einem Internierungslager der Britischen Besatzungszone.
Nach seiner Entlassung aus der Gefangenschaft im Jahr 1947 wurden Rossner berufliche Aktivitäten an Universitäten verboten. Dennoch nahm er zur Zeit der Bundesrepublik Deutschland seine Lehrtätigkeit wieder auf, diesmal als Lehrer ab den 1950er Jahren in Hildesheim, zuletzt mit dem Titel eines Oberstudienrates am Gymnasium Andreanum Hildesheim.
Zum 1. April 1963 ging Ferdinand Rossner in den Ruhestand und lebte anschließend in Hannover, wo er 1987 im Alter von 87 Jahren starb.

## Schriften
- Die Vögel ziehen (= Mutter Natur. Heft 12). J. Beltz, Langensalza/Berlin/Leipzig [1933].
- Der Weg zum ewigen Leben der Natur. Gegenwartsfragen der biologischen Lebenskunde. J. Beltz, Langensalza/Berlin/Leipzig 1938.
- mit Heinrich Ihde und Alfred Stockfisch: Am Strom des ewigen Lebens der Natur. J. Beltz, Langensalza/Berlin/Leipzig 1938; teils als 3. Auflage im Jahr 1940:
  - Heft 1: Schaffen und Schauen auf heimatlicher Scholle
  - Heft 2: Feld und Wiese als Lebensräume, in denen der Bauer schafft
  - Heft 3: Gewässer als Lebens- und Wirtschaftsräume
  - Heft 4: Wald – Volk
- mit Heinrich Ihde und Alfred Stockfisch: Am Born der Natur, Teil 4: Gesundheitspflege und Rassenhygiene. 3., neubearbeitete Auflage. J. Beltz, Langensalza/Berlin/Leipzig 1939.
- mit Heinrich Ihde und Alfred Stockfisch: Lebenskunde. Lehrbuch der Biologie für Mittelschulen. 2 Hefte. J. Beltz, Langensalza/Berlin/Leipzig 1941.
- Was wir vom Leben wissen. Grundfragen der Biologie. Westermann Verlag, Braunschweig/Berlin/Hamburg 1942.
- Rasse und Religion (= Schriftenreihe des Rassenpolitischen Amtes der Gauleitung Süd-Hannover-Braunschweig. Band. 6). Herausgegeben und eingeleitet von Walter Kopp. Schaper, Hannover 1942.
- Anstalt für germanische Volks- und Rassenkunde in der Gauhauptstadt Hannover. In: Rasse. Jahrgang 10, 1943, Heft 5, S. 188.